# Ската
Ската (фр. Scata, корс. Scata) — коммуна во Франции, находится в регионе Корсика. Департамент коммуны — Верхняя Корсика. Входит в состав кантона Казинка-Фумальто. Округ коммуны — Бастия.
Код INSEE коммуны — 2B273.

## Население
Население коммуны на 2008 год составляло 42 человека.
| 1800 | 1821 | 1962 | 1968 | 1975 | 1982 | 1990 | 1999 | 2008 |
| ---- | ---- | ---- | ---- | ---- | ---- | ---- | ---- | ---- |
| 141  | 320  | 103  | 116  | 59   | 45   | 32   | 44   | 42   |

## Экономика
В 2007 году среди 21 человека в трудоспособном возрасте (15—64 лет) 10 были экономически активными, 11 — неактивными (показатель активности — 47,6 %, в 1999 году было 60,0 %). Из 10 активных работало 10 человек (8 мужчин и 2 женщины), безработных не было. Среди 11 неактивных 1 человек был учеником или студентом, 4 — пенсионерами, 6 были неактивными по другим причинам.